# Justin Faulk
Justin Faulk (* 20. März 1992 in South St. Paul, Minnesota) ist ein US-amerikanischer Eishockeyspieler, der seit September 2019 bei den St. Louis Blues in der National Hockey League unter Vertrag steht. Zuvor verbrachte der Verteidiger acht Jahre bei den Carolina Hurricanes.

## Karriere
Justin Faulk begann seine Karriere als Eishockeyspieler beim USA Hockey National Team Development Program, für das er von 2008 bis 2010 in den Juniorenligen North American Hockey League und United States Hockey League aktiv war. Anschließend wurde er im NHL Entry Draft 2010 in der zweiten Runde als insgesamt 37. Spieler von den Carolina Hurricanes ausgewählt. Zunächst besuchte er jedoch ein Jahr lang die University of Minnesota Duluth, für deren Eishockeymannschaft er parallel in der National Collegiate Athletic Association spielte. Mit seiner Universitätsmannschaft gewann der Verteidiger 2011 die NCAA-Meisterschaft. Er selbst wurde in das All-Rookie Team sowie das dritte All-Star Team der Western Collegiate Hockey Association gewählt. Gegen Ende der Saison 2010/11 gab er sein Debüt im professionellen Eishockey für Carolinas Farmteam Charlotte Checkers aus der American Hockey League. In den Playoffs bereitete er in 13 Spielen zwei Tore vor.
In der Saison 2011/12 konnte sich Faulk einen Stammplatz bei den Carolina Hurricanes in der National Hockey League erspielen. In seinem Rookiejahr erzielte er in 66 Spielen 22 Scorerpunkte, davon acht Tore. Parallel lief er in weiteren zwölf Spielen für die Charlotte Checkers in der AHL auf.
Mit Beginn der Saison 2017/18 übernahm Faulk (gemeinsam mit Jordan Staal) das Kapitänsamt bei den Hurricanes, gab dieses allerdings nach einer Saison an Justin Williams ab.
Im September 2019 wurde Faulk, dessen Vertrag in Carolina im Sommer ausgelaufen war, samt einem Fünftrunden-Wahlrecht für den NHL Entry Draft 2020 an die St. Louis Blues abgegeben. Im Gegenzug erhielten die Hurricanes Joel Edmundson, Dominik Bokk sowie eine Siebtrunden-Wahlrecht im NHL Entry Draft 2021. Zugleich unterzeichnete Faulk bei den Blues einen neuen Siebenjahresvertrag, der ihm ein durchschnittliches Jahresgehalt von 6,5 Millionen US-Dollar einbringen soll.

### International
Für die USA nahm Faulk im Juniorenbereich an der U18-Junioren-Weltmeisterschaft 2010 sowie der U20-Junioren-Weltmeisterschaft 2011 teil. Bei der U18-WM 2010 gewann er mit seiner Mannschaft die Gold-, bei der U20-WM 2011 die Bronzemedaille. Im Seniorenbereich stand er erstmals bei der Weltmeisterschaft 2012 im Aufgebot seines Landes. Bei der Weltmeisterschaft 2013 in Stockholm und Helsinki war er erneut Teil der Nationalmannschaft und gewann mit dieser die Bronzemedaille. Diesen Erfolg konnte Faulk 2015 wiederholen.

## Erfolge und Auszeichnungen
| - 2011 NCAA-Division-I-Championship mit der University of Minnesota Duluth - 2011 WCHA All-Rookie Team - 2011 WCHA Third All-Star Team - 2012 NHL All-Rookie Team | - 2015 Teilnahme am NHL All-Star Game - 2016 Teilnahme am NHL All-Star Game - 2017 Teilnahme am NHL All-Star Game |

### International
- 2010 Goldmedaille bei der U18-Junioren-Weltmeisterschaft
- 2011 Bronzemedaille bei der U20-Junioren-Weltmeisterschaft
- 2013 Bronzemedaille bei der Weltmeisterschaft
- 2015 Bronzemedaille bei der Weltmeisterschaft

## Karrierestatistik
Stand: Ende der Saison 2024/25

### International
Vertrat die USA bei:
| - U18-Weltmeisterschaft 2010 - U20-Weltmeisterschaft 2011 - Weltmeisterschaft 2012 | - Weltmeisterschaft 2013 - Olympischen Winterspielen 2014 - Weltmeisterschaft 2015 |

(Legende zur Spielerstatistik: Sp oder GP = absolvierte Spiele; T oder G = erzielte Tore; V oder A = erzielte Assists; Pkt oder Pts = erzielte Scorerpunkte; SM oder PIM = erhaltene Strafminuten; +/− = Plus/Minus-Bilanz; PP = erzielte Überzahltore; SH = erzielte Unterzahltore; GW = erzielte Siegtore; 1 Play-downs/Relegation; Kursiv: Statistik nicht vollständig)